# MM7
MM7 ist die Schnittstelle zwischen dem Multimedia Message Service Center eines Mobilfunknetzbetreibers und einem Anbieter für Mehrwertdienste (englisch Value-added Service Provider). 
Die MM7-Schnittstelle definiert, wie MMS-Nachrichten zwischen dem anderen Anbieter und dem Mobilfunkanwender ausgetauscht werden können. MM7-Nachrichten werden mittels SOAP über HTTP übertragen und sind in XML kodiert. Die MM7-Schnittstelle ist in der 3GPP Spezifikation TS 23.140 definiert.